# ピアッジョ P.149
ピアッジョ P.149
- 用途：連絡機、練習機
- 製造者：ピアジオ・エアロ・インダストリーズ、フォッケウルフ
- 運用者：ドイツ空軍
- 初飛行：1953年6月19日
- 生産数：88機（ピアジオ）、190機（フォッケウルフ）

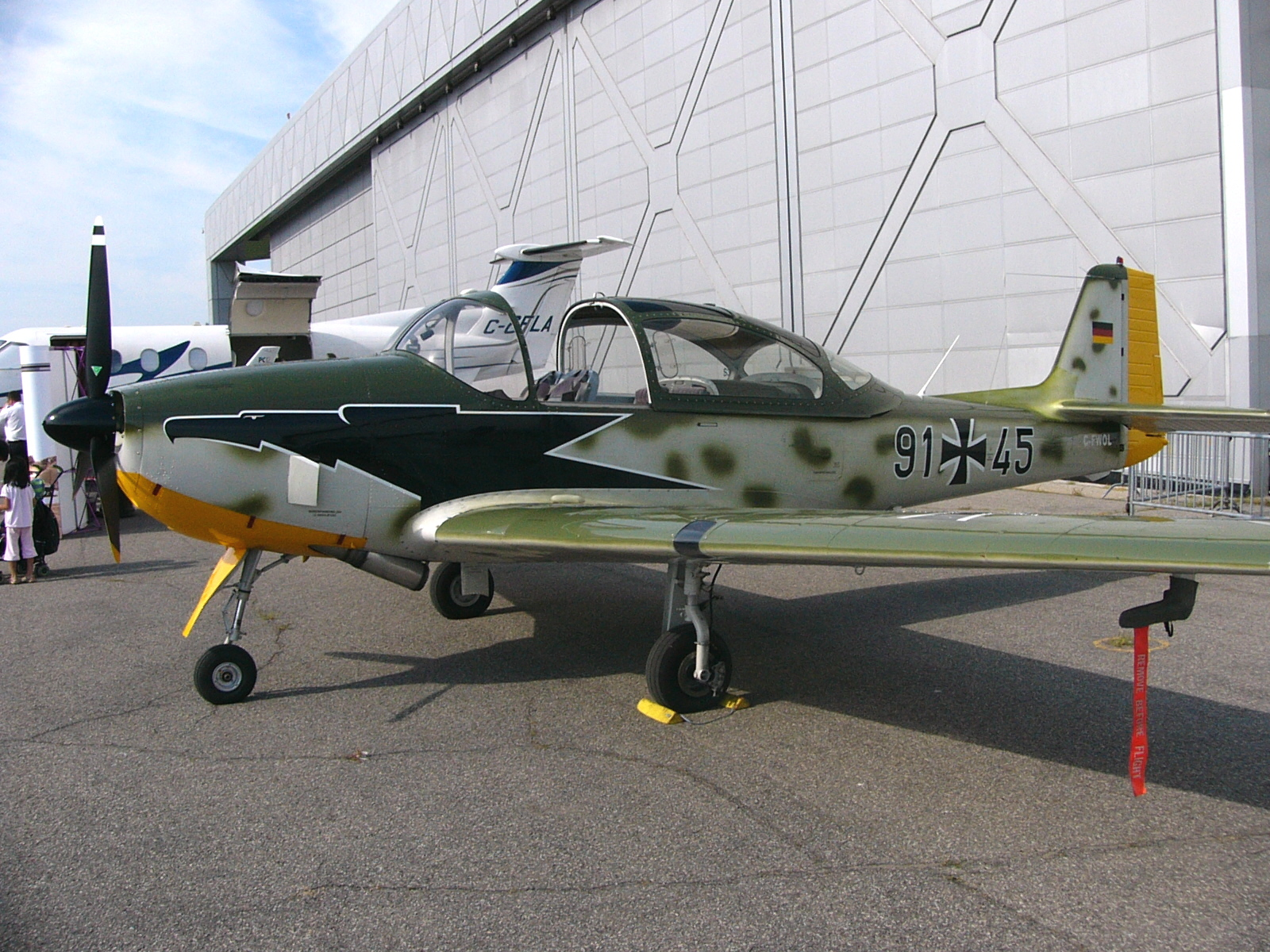
カナダの民間で使用されるフォッケウルフ FWP. 149D

ピアッジョ P.149（Piaggio P.149）は、ピアジオ・エアロ・インダストリーズ（ピアッジョ社）で設計、生産された1950年代のイタリアの連絡機である。この機種は西ドイツのフォッケウルフ社でも「FWP.149D」としてライセンス生産が行われた。

## 開発
P.149は、初期のP.148の4座連絡機の派生型として開発された全金属製の片持ち式低翼単葉機である。引き込み式の首輪式降着装置を持ち、4名または5名分の座席を有している。1953年6月19日に初飛行を行い、ドイツ空軍が訓練用と多用途目的の機体として採用するまでは僅か数機しか販売されなかった。ピアッジョ社は72機をドイツ空軍へ納入し、その他190機が西ドイツ国内のフォッケウルフ社で「FWP.149D」として生産された。

## 運用の歴史
P.149は、1957年から1984年までドイツ空軍で運用された。

## 運用
ドイツ
- ドイツ空軍

 イスラエル
- イスラエル空軍

 ニジェール
- ナイジェリア空軍

 スイス
- スイス航空

 タンザニア
- タンザニア軍

 ウガンダ
ウガンダ軍

## 要目
(P.149D) The Illustrated Encyclopedia of Aircraft (Part Work 1982-1985), 1985, Orbis Publishing, Page 2714 より
- 乗員：1名
- 搭載量：乗客3名又は4名、又は練習生1名
- 全長：8.80 m (28 ft 10+1⁄2 in)
- 全幅：11.12 m (36 ft 5+3⁄4 in)
- 全高：2.90 m (9 ft 6+1⁄4 in)
- 翼面積：18.85 m2 (202.91 ft2)
- 空虚重量：1,160 kg (2,557 lb)
- 全備重量：1,680 kg (3,704 lb)
- エンジン：1 × ライカミング O-435-A 水平対向エンジン、142 kW (190 hp)
- 最大速度：234 km/h (145 mph)
- 巡航高度：5,000 m (16,404 ft)
- 航続距離：925 km (575 miles)